# 남경주
남경주(南京柱, 1963년 9월 27일 ~ )는 대한민국의 뮤지컬 배우이다.

## 프로필
- 데뷔: 1982년 연극 '보이체크'
- 경력: 의정부음악극축제 홍보대사

## 이력
1982년 연극 ‘보이체크’로 배우 생활을 시작했으며, 뮤지컬로는 1984년 ‘춘향전’으로 발을 들였고, 대표작으로는 1990년 뮤지컬 ‘아가씨와 건달들' 등이 있다.

## 학력
- 환일고등학교 졸업 (1982년)
- 서울예술대학교 연극과 (82학번) 졸업 (1984년)
- 홍익대학교 공연예술대학원 (석사) 졸업
- 명지대학교 대학원 영화뮤지컬학과 박사과정

## 출연작

### 뮤지컬
- 보이체크
- 위키드
- 넥스트 투 노멀
- 시카고
- 세종, 1446
- 맘마미아
- 빅피쉬
- 애니

### 방송
- 1대 100 270회 1인
- 라디오 스타
- 복면가왕 43차 경연
- 노래싸움 - 승부
- 2020 DIMF 뮤지컬스타

### 드라마
- 당신이 소원을 말하면 (2022년, KBS2) - 윤기춘 역 - 403호 중년 남자

## 수상 경력

### 수상 및 후보
| 연도 | 시상식                         | 부문          | 작품 | 결과 |
| ---- | ------------------------------ | ------------- | ---- | ---- |
| 1995 | 백상예술대상                   | 인기상        |      | 수상 |
| 1997 | 한국뮤지컬대상                 | 남우 주연상   |      | 수상 |
| 2005 | 한국뮤지컬대상                 | 인기스타상    |      | 수상 |
| 2006 | 제 1회 대구국제뮤지컬페스티벌  | 인기스타상    |      | 수상 |
| 2009 | 제 3회 대구국제뮤지컬페스티벌  | 올해의 스타상 |      | 수상 |
| 2019 | 제 13회 대구국제뮤지컬페스티벌 | 남우주연상    |      | 수상 |